# Chemnitzion richteri
Chemnitzion richteri — вид викопних земноводних вимерлого ряду темноспондилів (Temnospondyli). Описаний у 2022 році. Існував у пермському періоді на території Європи.

## Назва
Рід Chemnitzion названо на честь типового місцезнаходження — міста Хемніц. Видова назва richteri вшановує Фреда Ріхтера, відданого колекціонера скам'янілостей протягом багатьох десятиліть і голови колегії друзів Музею природи Хемніца.

## Скам'янілості
Рештки амфібії знайдено у відкладеннях формації Леукерсдорф у Хемніцкому лагершететті поблизу міста Хемніц у федеральній землі Саксонія на сході Німеччини.